# Object Request Broker
Object Request Broker (ORB) bezeichnet in der Informationstechnik einen Vermittler, der die Kommunikation von Objekten innerhalb eines verteilten Systems, wie z. B. des Internets, ermöglicht, und dies sowohl betriebssystem- als auch programmiersprachenunabhängig.
Die Aufgaben des Object Request Brokers bestehen unter anderem darin, Daten zu senden bzw. zu empfangen. Da Datenobjekte auf Quell- und Zielsystem wegen der Byte-Reihenfolge unterschiedliche Darstellung besitzen können, sorgt Marshalling für die Umwandlung in ein eindeutiges Übertragungsformat. Über eine Schnittstelle ist es Servern und Clients überdies möglich, wechselseitig Informationen abzurufen und Aktionen auf den jeweiligen Rechnern zu starten.
Die Object Management Group (OMG) versucht unter dem Namen CORBA eine Standardisierung des Object Request Broker zu erreichen.
Als mathematische Beschreibung des ORB existiert mindestens eine axiomatische Definition (4 Axiome). 